# Bertiera rosseeliana
Bertiera rosseeliana är en måreväxtart som beskrevs av Sonké, Esono och Nguembou. Bertiera rosseeliana ingår i släktet Bertiera och familjen måreväxter. Inga underarter finns listade i Catalogue of Life.